# Akari (Pokémon)
Akari (Japonés: アカリ) es un personaje ficticio de la franquicia Pokémon, el cual fue introducido en el manga oficial japonés How I Became a Pokémon Card, que comenzó a publicarse en 1999, si bien Akari no fue introducido hasta el año 2003. Akari es el primer personaje abiertamente LGBT de la franquicia.

## Biografía ficticia
Akari es un joven que busca ser entrenador Pokémon, por lo que le pide un Pokémon "guay" a su madre después de que su mejor amigo recibiera un Scyther. Su madre en su lugar le da un Pikachu. Akari es un chico trans y lo largo del manga sufre problemas con su expresión de género mientras se identifica a sí mismo como un chico. Al final del manga alcanza una mejor relación con el vestuario y comienza a vestir de nuevo con atuendos femeninos, dando a entender que al crecer "supera" su transexualidad, siendo este un tropo habitual en los medios japoneses a la hora de retratar a personajes transgénero.